# Bernardino Busi
Bernardino Busi (Botticino, 22 febbraio 1944) è un ex calciatore italiano, di ruolo libero.

## Carriera

Busi affrontato da Enzo in un Brescia-Roma della stagione 1969-70.

Inizia nelle Giovanili del Brescia Calcio e subito si distingue per l'innata predisposizione nel dirigere il reparto arretrato e per le ottime qualità tecniche, tanto da indurre l'allora allenatore del Brescia Calcio, Renato Gei, ad aggregarlo in prima squadra già nella stagione 1963-1964.
Conosciuto anche come Dino, comincia la sua carriera professionistica debuttando con le Rondinelle il 15 settembre 1963 a Varese (Varese-Brescia 4-0).
Nel corso della sua prima stagione disputò due incontri, debuttando al Rigamonti nell'incontro contro la Simmenthal Monza (2-0 il risultato finale).

## Palmarès

### Club

#### Competizioni nazionali
- Serie B: 1

Brescia: 1964-1965